# Umberto Marengo
Umberto Marengo (* 21. Juli 1992 in Giaveno) ist ein ehemaliger italienischer Straßenradrennfahrer.

## Sportliche Laufbahn
Seit 2009 ist Umberto Marengo im internationalen Radsport aktiv, bis 2018 fuhr er ausschließlich auf Vereinsebene. 2017 fiel er durch eine Reihe von Top-10-Platzierungen bei Rennen der UCI Continental Circuits auf, unter anderem gewann er 2017 die Challenge du Prince - Trophée de l’Anniversaire.
Nach seinen Erfolgen erhielt Marengo 2019 einen Profivertrag beim UCI ProTeam Neri Sottoli Selle Italia KTM. In seinem ersten Jahr erzielte er mit dem Gewinn der ersten Etappe der Tour of Utah den einzigen Sieg als Radprofi. 2021 wechselte er zum Team Bardiani CSF Faizanè, mit dem bei Giro d’Italia an den Start ging. Ohne nennenswerte Ergebnisse bei Bardiani CSF wechselte er 2022 zum Team Drone Hopper-Androni Giocattoli, bei dem er ebenso wenig in Erscheinung trat.
Nachdem sein Team für die Saison 2023 nur noch als UCI Continental Team lizenziert wurde, beendete Marengo seine Karriere als Profiradsportler. Seitdem tritt er durch gelegentliche Teilnahme an Gravelrennen in Erscheinung.

## Trivia
2020 machte Marengo Schlagzeilen, weil er während der COVID-19-Pandemie als Fahrradkurier arbeitete, um im Training zu bleiben.

## Erfolge
2017
- Challenge du Prince - Trophée de l'Anniversaire

2019
- eine Etappe Tour of Utah

## Grand Tours-Platzierungen
| Grand Tour            | 2021 |
| --------------------- | ---- |
| Giro d’ItaliaGiro     | 139  |
| Tour de FranceTour    | –    |
| Vuelta a EspañaVuelta | –    |